# Gleisi Hoffmann
Gleisi Helena Hoffmann (Curitiba, 6 september 1965) is een Braziliaanse advocate en politica voor de Arbeiderspartij (PT). Van 2011 tot 2014 was ze de kabinetschef van de Braziliaanse president (de belangrijkste positie binnen de Braziliaanse regering) in de regering-Rousseff, onder president Dilma Rousseff. Tegenwoordig is ze senator voor Paraná, een positie die ze ook in 2011 al kort bekleedde. 
Hoffmann werd geboren in een religieuze familie van Duitse origine en werd in haar studietijd al politiek actief. In 1989 werd ze lid van de Arbeiderspartij. Ze studeerde rechten aan de universiteit van Curitiba. Ze is gekend voor haar managementvaardigheden en was eerder staatssecretaris in Mato Grosso do Sul en gemeentesecretaris in Londrina. In 2002 maakte ze deel uit van de campagne van presidentskandidaat Lula da Silva en van diens transitieteam na zijn verkiezingsoverwinning. Van 2003 tot 2006 was ze financieel directeur van de Itaipudam, maar daar nam ze ontslag om voorzitter te worden van de Arbeiderspartij in Paraná en om deel te nemen aan de Senaatsverkiezingen in haar thuisstaat, die ze echter verloor. Ze greep ook naast het burgemeesterschap in haar thuisstad Curitiba in 2008. In 2010 werd ze wel verkozen tot de Senaat en met 3,1 miljoen voorkeurstemmen, het hoogste aantal ooit in Paraná, werd ze het eerste vrouwelijke lid van de senaat voor die staat. 
Enkele maanden later werd ze door president Dilma Rousseff benoemd tot de 43e stafchef (of kabinetschef) van Brazilië, de meest invloedrijke positie binnen de Braziliaanse regering. In december 2013 maakte Gleisi bekend dat Rousseff een herschikking van haar kabinet plande en dat ze zelf ook ontslag zou nemen, om zich te concentreren op haar kandidatuur voor het gouverneurschap in Paraná. In de tussentijd keerde ze terug naar de senaat. Toen haar werd gevraagd haar tijd in de Braziliaanse regering te evalueren, stelde ze dat ze het jammer vond dat ze niet alle nochtans dringende projecten rond autosnelwegen en luchthavens had kunnen afronden, mede door haar onervarenheid op dat vlak.
Hoffmann is getrouwd met Paulo Bernardo, voormalig minister van Communicatie. Ze hebben twee kinderen.
- Gemeinsame Normdatei: 1168632757
- Library of Congress Control Number: no2020018167
- Virtual International Authority File: 3807153954871805680003